# Sigils bänkar
Sigils bänkar är ett naturreservat i Nyköpings kommun i Södermanlands län.
Området är naturskyddat sedan 2017 och är 96 hektar stort. Reservatet består av barrskog och kring kärrartad natur i centrum finns lövträd. 